# Pawłowice (powiat oleski)
Pawłowice (niem. Paulsdorf, dawn. Pawłowice Gorzowskie) – wieś w Polsce położona w województwie opolskim, w powiecie oleskim, w gminie Gorzów Śląski.
W latach 1975–1998 miejscowość administracyjnie należała do województwa częstochowskiego.

## Nazwa
W księdze łacińskiej Liber fundationis episcopatus Vratislaviensis (pol. Księga uposażeń biskupstwa wrocławskiego) spisanej za czasów biskupa Henryka z Wierzbna w latach 1295–1305 miejscowość wymieniona jest w zlatynizownej formie Paulivilla czyli wieś Pawła.

## Części wsi
| SIMC    | Nazwa              | Rodzaj    |
| ------- | ------------------ | --------- |
| 0132049 | Brody              | część wsi |
| 0132055 | Dziesiątki         | część wsi |
| 0998464 | Pawłowicki Folwark | osada     |

## Informacje ogólne
Nazwa wsi Pawłowice pochodzi od imienia "Paweł" (Paul) – imię to mógł nosić wójt lub namiestnik książęcy.
W Pawłowicach znajduje się pomnik przyrody ożywionej – ponad trzystuletni dąb szypułkowy, którego obwód wynosi 5,5 m. Wieś może się szczycić również posiadaniem 100-letniej kłokoczki południowej. Występują także lasy obficie obdarzone różnorodną florą i fauną. Tu spotykają się myśliwi na polowaniach dewizowych oraz niejednokrotnie można spotkać grzybiarzy i spacerowiczów.
W miejscowości znajduje się przystanek kolejowy Pawłowice Gorzowskie.

## Zabytki
- Murowany pałac z XIX w. Pałac Pawłowice
- Kapliczka Niepokalanego Serca NMP – murowana przy głównej drodze powstała 1780 r., odrestaurowana. Poświęcenia kapliczki dokonał ksiądz Józef Olszok. Od kilkunastu lat w kapliczce odprawiane są odpusty oraz Nabożeństwa Majowe i Różańcowe.
- Krzyż przydrożny drewniany obok dębu – pomnika przyrody ożywionej.
- Kapliczka Serca pana Jezusa.
- Cztery krzyże przydrożne.

We wsi organizowanych jest wiele imprez kulturalnych – Dożynki Wiejskie, Dożynki Gminne, Sylwester, Dzień Kobiet, Oktoberfest oraz Imieniny Miejscowości.